# Lily Brett
Pour les articles homonymes, voir Brett.
Lily Brett, née le 5 septembre 1946 à Feldafing en Allemagne, est une écrivaine australienne d'origine germano-polonaise.

## Biographie
Lily Brett est la fille de Max et Rose Brett, survivants du ghetto de Łódź en Pologne puis du camp de concentration d'Auschwitz. Elle est née en Allemagne juste après la Seconde Guerre mondiale à Feldafing dans un camp de personnes déplacées. Ses parents émigrent en Australie à Melbourne en 1948 où elle grandit dans le quartier de Carlton North. Lily Brett devient, au milieu des années 1960, journaliste spécialisée dans la critique musicale à la fois dans les journaux dédiés et à la télévision.
Elle vit à New York depuis 1989 dont son mari, l'artiste David Rankin, est originaire.
Elle obtient le prix Médicis étranger en 2014 pour Lola Bensky.

## Œuvres traduites en français
- Lola Bensky [« Lola Bensky »], trad. de Bernard Cohen, Paris, Éditions de La Grande Ourse, 2014, 270 p.  (ISBN 979-10-91416-06-1)[1]
- Show devant [« You Gotta Have Balls »], trad. de Bernard Cohen, Paris, Éditions de La Grande Ourse, 2016, 316 p.  (ISBN 979-10-91416-42-9)

## Adaptations cinématographiques
- Le film Treasure réalisé par Julia von Heinz et sorti en 2024 est basé sur son roman Too Many Men (en) [Trop d'hommes] (1999). Les acteurs principaux sont Lena Dunham et Stephen Fry.